# 630-ті
Раннє Середньовіччя. Триває чума Юстиніана. У Східній Римській імперії триває правління Іраклія. Значну частину візантійських земель захопили араби. Частина території Італії належить Візантії, на решті лежить Лангобардське королівство. Франкське королівство розділили між собою після смерті батька сини Дагоберта I.  Іберію  займає Вестготське королівство.  В Англії триває період гептархії. Авари та слов'яни утвердилися на Балканах. Центр Аварського каганату лежить у Паннонії. У Моравії існувала перша слов'янська держава Само.
У Китаї тривало правління династії Тан. Індія роздроблена. В Японії триває період Ямато. У Персії  династія Сассанідів доживає свої останні дні під тиском арабів. Арабський халіфат відвоював значні території у Візантії та Персії. У степах над Азовським морем утворилася Велика Булгарія.
На території лісостепової України в VII столітті виділяють пеньківську й празьку археологічні культури. У VII столітті тривало швидке розселення слов'ян. У Північному Причорномор'ї співіснують різні кочові племена, зокрема кутригури, утигури, сармати, булгари, алани, авари, тюрки.

## Події
- Араби-мусульмани розпочали свої завоювання. Вони захопили у Візантійської імперії Сирію й Палестину, вторглися в Єгипет. Водночас вони завдали поразки імперії Сассанідів і захопили столицю Ктесифон.
- 632 року помер пророк Магомет.
- У степах поблизу Азовського моря виникла Велика Булгарія.
- Помер Дагоберт I, і Франкське королівство було розділене між його малолітніми синами. Правління королівством опинилося в руках мажордомів.
- Держава Само дала відсіч франкам Дагоберта I.
- Візантійський імператор Іраклій оголосив себе прихильником монофелітства, що поглибило розкол у християнстві.
- 638 — кінець понтифікату Папи Гонорія I;